# Lee Howard (cầu thủ bóng đá)
Lee Howard (sinh ngày 6 tháng 2 năm 1967) là một cựu cầu thủ bóng đá chuyên nghiệp người Anh thi đấu ở Football League cho Mansfield Town.